# Canadian Online Explorer
Canadian Online Explorer es un portal web canadiense, propiedad de Quebecor Media, tiene su sede en Toronto. El sitio es bilingüe, mantiene la versión en inglés bajo el dominio en.canoe.com y la versión en francés como fr.canoe.ca.[cita requerida]

El sitio se fundó en 1996 como un agregador de noticias bilingüe y, con el tiempo, se transformó en una plataforma de difusión para el contenido de la Agencia QMI. Tiene su propio motor de búsqueda, que incluye categorías como «noticias», «periódicos» «negocios» y «entretenimiento». Al mismo tiempo, mantiene el subdominio tva.canoe.ca, el cual requiere una suscripción para acceder a su contenido completo, hecho que es habitual en medios de noticias digitales canadienses.